# Shuvaloy Majumdar
Pour les articles homonymes, voir Majumdar.
Shuvaloy Majumdar, né en 1979 ou 1980 à Calgary en Alberta, est un homme politique canadien. Il représente la circonscription de Calgary Heritage à la Chambre des communes du Canada depuis 2023 après une élection partielle sous la bannière du Parti conservateur du Canada.

## Biographie
Né en 1979 ou 1980 à Calgary en Alberta où il grandit, Shuvaloy Majumdar, fils d'immigrants d'origine indienne, travaille pour de nombreuses hommes politiques conservateurs dont Preston Manning et Stephen Harper. Candidat du Parti conservateur du Canada dans la circonscription de Calgary Heritage lors d'une élection partielle à la suite de la démission du député Bob Benzen, il remporte le scrutin avec 65,6 % des voix et devient député à la Chambre des communes.